# Europamästerskapet i handboll för damer 2018
Europamästerskapet i handboll för damer 2018 spelades i Frankrike under perioden 29 november till 16 december 2018. Matcherna spelades i städerna Brest, Montbéliard, Nancy, Nantes och Paris.

## Arenor
| Paris                               | Nantes                     | Montbéliard            | Nancy                                          | Brest                        |
| AccorHotels Arena Kapacitet: 15 603 | Hall XXL Kapacitet: 12 000 | Axone Kapacitet: 6 400 | Palais des Sports Jean Weille Kapacitet: 6 000 | Brest Arena Kapacitet: 4 500 |
|                                     |                            |                        |                                                |                              |

## Kvalificerade lag
| Land          | Kvalificerat som       |
| ------------- | ---------------------- |
| Frankrike     | Värdnation             |
| Norge         | Vinnare av kvalgrupp 1 |
| Kroatien      | Tvåa i kvalgrupp 1     |
| Montenegro    | Vinnare av kvalgrupp 2 |
| Polen         | Tvåa i kvalgrupp 2     |
| Serbien       | Vinnare av kvalgrupp 3 |
| Sverige       | Tvåa i kvalgrupp 3     |
| Rumänien      | Vinnare av kvalgrupp 4 |
| Ryssland      | Tvåa i kvalgrupp 4     |
| Danmark       | Vinnare av kvalgrupp 5 |
| Tjeckien      | Tvåa i kvalgrupp 5     |
| Spanien       | Vinnare av kvalgrupp 6 |
| Tyskland      | Tvåa i kvalgrupp 6     |
| Ungern        | Vinnare av kvalgrupp 7 |
| Nederländerna | Tvåa i kvalgrupp 7     |
| Slovenien     | Bästa grupptrea        |

## Gruppspel
De tre bästa i varje grupp avancerar vidare till mellanrundan.
| Till mellanrundan |

### Grupp A[1]
| Lag      | S | V | O | F | GM | IM | MS  | P |
| -------- | - | - | - | - | -- | -- | --- | - |
| Serbien1 | 3 | 2 | 0 | 1 | 84 | 73 | +11 | 4 |
| Sverige1 | 3 | 2 | 0 | 1 | 74 | 73 | +1  | 4 |
| Danmark1 | 3 | 2 | 0 | 1 | 83 | 80 | +3  | 4 |
| Polen    | 3 | 0 | 0 | 3 | 69 | 84 | −15 | 0 |

1Inbördes möten: 1) Serbien, 2 P, +4 MS, 2) Sverige, 2 P, +0 MS, 3) Danmark, 2 P, -4 MS.
|             | 30 november 2018 | Serbien               | 33 – 26           | Polen                | Hall XXL                                                                         |                                                                                  |
| 18:00 UTC+1 | 18:00 UTC+1      | Krpež Slezak 11 3× 1× | (13 – 14) Rapport | Kudłacz-Gloc 6 4× 1× | Nantes Publik: 2 230 Domare: Andreas Bethmann, Michalis Tzaferopoulos (Grekland) | Nantes Publik: 2 230 Domare: Andreas Bethmann, Michalis Tzaferopoulos (Grekland) |
| 18:00 UTC+1 | 18:00 UTC+1      |                       |                   |                      | Nantes Publik: 2 230 Domare: Andreas Bethmann, Michalis Tzaferopoulos (Grekland) | Nantes Publik: 2 230 Domare: Andreas Bethmann, Michalis Tzaferopoulos (Grekland) |
| 18:00 UTC+1 | 18:00 UTC+1      |                       |                   |                      | Nantes Publik: 2 230 Domare: Andreas Bethmann, Michalis Tzaferopoulos (Grekland) | Nantes Publik: 2 230 Domare: Andreas Bethmann, Michalis Tzaferopoulos (Grekland) |

|             | 30 november 2018 | Danmark             | 30 – 29           | Sverige     | Hall XXL                                                        |                                                                 |
| 21:00 UTC+1 | 21:00 UTC+1      | Tranborg 7 6× 2× 1× | (15 – 16) Rapport | Hagman 7 3× | Nantes Publik: 3 847 Domare: D. Jurinović, M. Mrvica (Kroatien) | Nantes Publik: 3 847 Domare: D. Jurinović, M. Mrvica (Kroatien) |
| 21:00 UTC+1 | 21:00 UTC+1      |                     |                   |             | Nantes Publik: 3 847 Domare: D. Jurinović, M. Mrvica (Kroatien) | Nantes Publik: 3 847 Domare: D. Jurinović, M. Mrvica (Kroatien) |
| 21:00 UTC+1 | 21:00 UTC+1      |                     |                   |             | Nantes Publik: 3 847 Domare: D. Jurinović, M. Mrvica (Kroatien) | Nantes Publik: 3 847 Domare: D. Jurinović, M. Mrvica (Kroatien) |

|             | 2 december 2018 | Polen                 | 21 – 28          | Danmark                          | Hall XXL                                                   |                                                            |
| 15:00 UTC+1 | 15:00 UTC+1     | Kobylińska 7 1× 2× 1× | (9 – 11) Rapport | K. Jørgensen, Østergaard 5 6× 2× | Nantes Publik: 3 683 Domare: P. Horváth, B.Márton (Ungern) | Nantes Publik: 3 683 Domare: P. Horváth, B.Márton (Ungern) |
| 15:00 UTC+1 | 15:00 UTC+1     |                       |                  |                                  | Nantes Publik: 3 683 Domare: P. Horváth, B.Márton (Ungern) | Nantes Publik: 3 683 Domare: P. Horváth, B.Márton (Ungern) |
| 15:00 UTC+1 | 15:00 UTC+1     |                       |                  |                                  | Nantes Publik: 3 683 Domare: P. Horváth, B.Márton (Ungern) | Nantes Publik: 3 683 Domare: P. Horváth, B.Márton (Ungern) |

|             | 2 december 2018 | Sverige         | 22 – 21           | Serbien              | Hall XXL                                                        |                                                                 |
| 18:00 UTC+1 | 18:00 UTC+1     | Gulldén 4 4× 1× | (11 – 13) Rapport | Krpež Slezak 7 5× 3× | Nantes Publik: 3 810 Domare: C. Năstase, S.R. Stancu (Rumänien) | Nantes Publik: 3 810 Domare: C. Năstase, S.R. Stancu (Rumänien) |
| 18:00 UTC+1 | 18:00 UTC+1     |                 |                   |                      | Nantes Publik: 3 810 Domare: C. Năstase, S.R. Stancu (Rumänien) | Nantes Publik: 3 810 Domare: C. Năstase, S.R. Stancu (Rumänien) |
| 18:00 UTC+1 | 18:00 UTC+1     |                 |                   |                      | Nantes Publik: 3 810 Domare: C. Năstase, S.R. Stancu (Rumänien) | Nantes Publik: 3 810 Domare: C. Năstase, S.R. Stancu (Rumänien) |

|             | 4 december 2018 | Sverige                    | 23 – 22          | Polen         | Hall XXL                                             |                                                      |
| 18:00 UTC+1 | 18:00 UTC+1     | Blomstrand, Hagman 4 2× 3× | (10 – 5) Rapport | Grzyb 9 5× 1× | Nantes Publik: 3 014 Domare: Marín, García (Spanien) | Nantes Publik: 3 014 Domare: Marín, García (Spanien) |
| 18:00 UTC+1 | 18:00 UTC+1     |                            |                  |               | Nantes Publik: 3 014 Domare: Marín, García (Spanien) | Nantes Publik: 3 014 Domare: Marín, García (Spanien) |
| 18:00 UTC+1 | 18:00 UTC+1     |                            |                  |               | Nantes Publik: 3 014 Domare: Marín, García (Spanien) | Nantes Publik: 3 014 Domare: Marín, García (Spanien) |

|             | 4 december 2018 | Danmark            | 25 – 30           | Serbien                  | Hall XXL                                                      |                                                               |
| 21:00 UTC+1 | 21:00 UTC+1     | Østergaard 6 4× 3× | (13 – 17) Rapport | Krpež Slezak, Lekić 8 2× | Nantes Publik: 3 026 Domare: Covalciuc, Covalciuc (Moldavien) | Nantes Publik: 3 026 Domare: Covalciuc, Covalciuc (Moldavien) |
| 21:00 UTC+1 | 21:00 UTC+1     |                    |                   |                          | Nantes Publik: 3 026 Domare: Covalciuc, Covalciuc (Moldavien) | Nantes Publik: 3 026 Domare: Covalciuc, Covalciuc (Moldavien) |
| 21:00 UTC+1 | 21:00 UTC+1     |                    |                   |                          | Nantes Publik: 3 026 Domare: Covalciuc, Covalciuc (Moldavien) | Nantes Publik: 3 026 Domare: Covalciuc, Covalciuc (Moldavien) |

### Grupp B[2]
| Lag         | S | V | O | F | GM | IM | MS  | P |
| ----------- | - | - | - | - | -- | -- | --- | - |
| Ryssland1   | 3 | 2 | 0 | 1 | 77 | 75 | +2  | 4 |
| Frankrike1  | 3 | 2 | 0 | 1 | 78 | 67 | +11 | 4 |
| Montenegro2 | 3 | 1 | 0 | 2 | 79 | 81 | −2  | 2 |
| Slovenien2  | 3 | 1 | 0 | 2 | 82 | 93 | −11 | 2 |

1Inbördes möte: Ryssland-Frankrike 26-23. 
2Inbördes möte: Montenegro-Slovenien 36-32. 
|             | 29 november 2018 | Frankrike     | 23 – 26           | Ryssland           | Palais des Sports Jean Weille                                        |                                                                      |
| 21:00 UTC+1 | 21:00 UTC+1      | Kanor 6 5× 4× | (11 – 11) Rapport | Dmitrijeva 8 4× 2× | Nancy Publik: 5 220 Domare: I. García Serradilla, A. Marín (Spanien) | Nancy Publik: 5 220 Domare: I. García Serradilla, A. Marín (Spanien) |
| 21:00 UTC+1 | 21:00 UTC+1      |               |                   |                    | Nancy Publik: 5 220 Domare: I. García Serradilla, A. Marín (Spanien) | Nancy Publik: 5 220 Domare: I. García Serradilla, A. Marín (Spanien) |
| 21:00 UTC+1 | 21:00 UTC+1      |               |                   |                    | Nancy Publik: 5 220 Domare: I. García Serradilla, A. Marín (Spanien) | Nancy Publik: 5 220 Domare: I. García Serradilla, A. Marín (Spanien) |

|             | 30 november 2018 | Montenegro        | 36 – 32           | Slovenien    | Palais des Sports Jean Weille                          |                                                        |
| 21:00 UTC+1 | 21:00 UTC+1      | Radičević 7 6× 2× | (18 – 12) Rapport | Gros 8 2× 3× | Nancy Publik: 1 956 Domare: Năstase, Stancu (Rumänien) | Nancy Publik: 1 956 Domare: Năstase, Stancu (Rumänien) |
| 21:00 UTC+1 | 21:00 UTC+1      |                   |                   |              | Nancy Publik: 1 956 Domare: Năstase, Stancu (Rumänien) | Nancy Publik: 1 956 Domare: Năstase, Stancu (Rumänien) |
| 21:00 UTC+1 | 21:00 UTC+1      |                   |                   |              | Nancy Publik: 1 956 Domare: Năstase, Stancu (Rumänien) | Nancy Publik: 1 956 Domare: Năstase, Stancu (Rumänien) |

|             | 2 december 2018 | Slovenien | 21 – 30          | Frankrike     | Palais des Sports Jean Weille                                |                                                              |
| 15:00 UTC+1 | 15:00 UTC+1     | Gros 5 2× | (8 – 17) Rapport | Zaadi 6 2× 4× | Nancy Publik: 5 220 Domare: Covalciuc, Covalciuc (Moldavien) | Nancy Publik: 5 220 Domare: Covalciuc, Covalciuc (Moldavien) |
| 15:00 UTC+1 | 15:00 UTC+1     |           |                  |               | Nancy Publik: 5 220 Domare: Covalciuc, Covalciuc (Moldavien) | Nancy Publik: 5 220 Domare: Covalciuc, Covalciuc (Moldavien) |
| 15:00 UTC+1 | 15:00 UTC+1     |           |                  |               | Nancy Publik: 5 220 Domare: Covalciuc, Covalciuc (Moldavien) | Nancy Publik: 5 220 Domare: Covalciuc, Covalciuc (Moldavien) |

|             | 2 december 2018 | Ryssland          | 24 – 23           | Montenegro        | Palais des Sports Jean Weille                            |                                                          |
| 18:00 UTC+1 | 18:00 UTC+1     | Samochina 7 5× 3× | (13 – 15) Rapport | Jauković 12 1× 4× | Nancy Publik: 3 229 Domare: Jurinović, Mrvica (Kroatien) | Nancy Publik: 3 229 Domare: Jurinović, Mrvica (Kroatien) |
| 18:00 UTC+1 | 18:00 UTC+1     |                   |                   |                   | Nancy Publik: 3 229 Domare: Jurinović, Mrvica (Kroatien) | Nancy Publik: 3 229 Domare: Jurinović, Mrvica (Kroatien) |
| 18:00 UTC+1 | 18:00 UTC+1     |                   |                   |                   | Nancy Publik: 3 229 Domare: Jurinović, Mrvica (Kroatien) | Nancy Publik: 3 229 Domare: Jurinović, Mrvica (Kroatien) |

|             | 4 december 2018 | Ryssland          | 27 – 29           | Slovenien     | Palais des Sports Jean Weille                                  |                                                                |
| 18:00 UTC+1 | 18:00 UTC+1     | Kotjetova 6 3× 1× | (13 – 13) Rapport | Gros 12 6× 3× | Nancy Publik: 3 120 Domare: Tzaferopoulos, Bethmann (Grekland) | Nancy Publik: 3 120 Domare: Tzaferopoulos, Bethmann (Grekland) |
| 18:00 UTC+1 | 18:00 UTC+1     |                   |                   |               | Nancy Publik: 3 120 Domare: Tzaferopoulos, Bethmann (Grekland) | Nancy Publik: 3 120 Domare: Tzaferopoulos, Bethmann (Grekland) |
| 18:00 UTC+1 | 18:00 UTC+1     |                   |                   |               | Nancy Publik: 3 120 Domare: Tzaferopoulos, Bethmann (Grekland) | Nancy Publik: 3 120 Domare: Tzaferopoulos, Bethmann (Grekland) |

|             | 4 december 2018 | Frankrike         | 25 – 20          | Montenegro        | Palais des Sports Jean Weille                        |                                                      |
| 21:00 UTC+1 | 21:00 UTC+1     | Nze Minko 7 4× 3× | (16 – 8) Rapport | Radičević 6 4× 3× | Nancy Publik: 5 220 Domare: Horváth, Márton (Ungern) | Nancy Publik: 5 220 Domare: Horváth, Márton (Ungern) |
| 21:00 UTC+1 | 21:00 UTC+1     |                   |                  |                   | Nancy Publik: 5 220 Domare: Horváth, Márton (Ungern) | Nancy Publik: 5 220 Domare: Horváth, Márton (Ungern) |
| 21:00 UTC+1 | 21:00 UTC+1     |                   |                  |                   | Nancy Publik: 5 220 Domare: Horváth, Márton (Ungern) | Nancy Publik: 5 220 Domare: Horváth, Márton (Ungern) |

### Grupp C[3]
| Lag           | S | V | O | F | GM | IM | MS  | P |
| ------------- | - | - | - | - | -- | -- | --- | - |
| Nederländerna | 3 | 3 | 0 | 0 | 90 | 75 | +15 | 6 |
| Ungern        | 3 | 2 | 0 | 1 | 81 | 72 | +9  | 4 |
| Spanien       | 3 | 1 | 0 | 2 | 78 | 78 | 0   | 2 |
| Kroatien      | 3 | 0 | 0 | 3 | 59 | 83 | −24 | 0 |

|             | 1 december 2018 | Ungern                | 25 – 28           | Nederländerna           | Axone                                                            |                                                                  |
| 15:00 UTC+1 | 15:00 UTC+1     | Háfra, Kovács 5 5× 4× | (11 – 11) Rapport | Abbingh, Dulfer 6 5× 1× | Montbéliard Publik: 2 800 Domare: Alpaidze, Berezkina (Ryssland) | Montbéliard Publik: 2 800 Domare: Alpaidze, Berezkina (Ryssland) |
| 15:00 UTC+1 | 15:00 UTC+1     |                       |                   |                         | Montbéliard Publik: 2 800 Domare: Alpaidze, Berezkina (Ryssland) | Montbéliard Publik: 2 800 Domare: Alpaidze, Berezkina (Ryssland) |
| 15:00 UTC+1 | 15:00 UTC+1     |                       |                   |                         | Montbéliard Publik: 2 800 Domare: Alpaidze, Berezkina (Ryssland) | Montbéliard Publik: 2 800 Domare: Alpaidze, Berezkina (Ryssland) |

|             | 1 december 2018 | Spanien   | 25 – 18          | Kroatien      | Axone                                                              |                                                                    |
| 18:00 UTC+1 | 18:00 UTC+1     | Pena 7 3× | (15 – 5) Rapport | Dežić 4 3× 2× | Montbéliard Publik: 3 600 Domare: M. Bennani, S. Bennani (Sverige) | Montbéliard Publik: 3 600 Domare: M. Bennani, S. Bennani (Sverige) |
| 18:00 UTC+1 | 18:00 UTC+1     |           |                  |               | Montbéliard Publik: 3 600 Domare: M. Bennani, S. Bennani (Sverige) | Montbéliard Publik: 3 600 Domare: M. Bennani, S. Bennani (Sverige) |
| 18:00 UTC+1 | 18:00 UTC+1     |           |                  |               | Montbéliard Publik: 3 600 Domare: M. Bennani, S. Bennani (Sverige) | Montbéliard Publik: 3 600 Domare: M. Bennani, S. Bennani (Sverige) |

|             | 3 december 2018 | Kroatien       | 18 – 24          | Ungern              | Axone                                                           |                                                                 |
| 18:00 UTC+1 | 18:00 UTC+1     | Krsnik 8 7× 1× | (9 – 13) Rapport | tre spelare 5 4× 2× | Montbéliard Publik: 2 731 Domare: Vranes, Wenninger (Österrike) | Montbéliard Publik: 2 731 Domare: Vranes, Wenninger (Österrike) |
| 18:00 UTC+1 | 18:00 UTC+1     |                |                  |                     | Montbéliard Publik: 2 731 Domare: Vranes, Wenninger (Österrike) | Montbéliard Publik: 2 731 Domare: Vranes, Wenninger (Österrike) |
| 18:00 UTC+1 | 18:00 UTC+1     |                |                  |                     | Montbéliard Publik: 2 731 Domare: Vranes, Wenninger (Österrike) | Montbéliard Publik: 2 731 Domare: Vranes, Wenninger (Österrike) |

|             | 3 december 2018 | Nederländerna | 28 – 27           | Spanien        | Axone                                                                        |                                                                              |
| 21:00 UTC+1 | 21:00 UTC+1     | Groot 9 3× 2× | (14 – 11) Rapport | Martín 6 6× 1× | Montbéliard Publik: 3 862 Domare: C. Bonaventura, J. Bonaventura (Frankrike) | Montbéliard Publik: 3 862 Domare: C. Bonaventura, J. Bonaventura (Frankrike) |
| 21:00 UTC+1 | 21:00 UTC+1     |               |                   |                | Montbéliard Publik: 3 862 Domare: C. Bonaventura, J. Bonaventura (Frankrike) | Montbéliard Publik: 3 862 Domare: C. Bonaventura, J. Bonaventura (Frankrike) |
| 21:00 UTC+1 | 21:00 UTC+1     |               |                   |                | Montbéliard Publik: 3 862 Domare: C. Bonaventura, J. Bonaventura (Frankrike) | Montbéliard Publik: 3 862 Domare: C. Bonaventura, J. Bonaventura (Frankrike) |

|             | 5 december 2018 | Nederländerna | 34 – 23           | Kroatien          | Axone                                                            |                                                                  |
| 18:00 UTC+1 | 18:00 UTC+1     | Amega 8 2×    | (17 – 10) Rapport | Kalaus, Turk 6 2× | Montbéliard Publik: 4 470 Domare: Christiansen, Hansen (Danmark) | Montbéliard Publik: 4 470 Domare: Christiansen, Hansen (Danmark) |
| 18:00 UTC+1 | 18:00 UTC+1     |               |                   |                   | Montbéliard Publik: 4 470 Domare: Christiansen, Hansen (Danmark) | Montbéliard Publik: 4 470 Domare: Christiansen, Hansen (Danmark) |
| 18:00 UTC+1 | 18:00 UTC+1     |               |                   |                   | Montbéliard Publik: 4 470 Domare: Christiansen, Hansen (Danmark) | Montbéliard Publik: 4 470 Domare: Christiansen, Hansen (Danmark) |

|             | 5 december 2018 | Ungern          | 32 – 26           | Spanien     | Axone                                                           |                                                                 |
| 21:00 UTC+1 | 21:00 UTC+1     | Planéta 8 4× 3× | (19 – 14) Rapport | Martín 6 2× | Montbéliard Publik: 2 768 Domare: Pandžić, Mošorinski (Serbien) | Montbéliard Publik: 2 768 Domare: Pandžić, Mošorinski (Serbien) |
| 21:00 UTC+1 | 21:00 UTC+1     |                 |                   |             | Montbéliard Publik: 2 768 Domare: Pandžić, Mošorinski (Serbien) | Montbéliard Publik: 2 768 Domare: Pandžić, Mošorinski (Serbien) |
| 21:00 UTC+1 | 21:00 UTC+1     |                 |                   |             | Montbéliard Publik: 2 768 Domare: Pandžić, Mošorinski (Serbien) | Montbéliard Publik: 2 768 Domare: Pandžić, Mošorinski (Serbien) |

### Grupp D[4]
| Lag      | S | V | O | F | GM | IM | MS  | P |
| -------- | - | - | - | - | -- | -- | --- | - |
| Rumänien | 3 | 3 | 0 | 0 | 91 | 75 | +16 | 6 |
| Tyskland | 3 | 2 | 0 | 1 | 87 | 89 | −2  | 4 |
| Norge    | 3 | 1 | 0 | 2 | 86 | 81 | +5  | 2 |
| Tjeckien | 3 | 0 | 0 | 3 | 73 | 92 | −19 | 0 |

|             | 1 december 2018 | Norge           | 32 – 33           | Tyskland               | Brest Arena                                                            |                                                                        |
| 15:00 UTC+1 | 15:00 UTC+1     | Oftedal 7 5× 2× | (16 – 15) Rapport | Bölk, Großmann 5 5× 2× | Brest Publik: 3 520 Domare: C. Bonaventura, J. Bonaventura (Frankrike) | Brest Publik: 3 520 Domare: C. Bonaventura, J. Bonaventura (Frankrike) |
| 15:00 UTC+1 | 15:00 UTC+1     |                 |                   |                        | Brest Publik: 3 520 Domare: C. Bonaventura, J. Bonaventura (Frankrike) | Brest Publik: 3 520 Domare: C. Bonaventura, J. Bonaventura (Frankrike) |
| 15:00 UTC+1 | 15:00 UTC+1     |                 |                   |                        | Brest Publik: 3 520 Domare: C. Bonaventura, J. Bonaventura (Frankrike) | Brest Publik: 3 520 Domare: C. Bonaventura, J. Bonaventura (Frankrike) |

|             | 1 december 2018 | Rumänien         | 31 – 28           | Tjeckien                  | Brest Arena                                                |                                                            |
| 18:00 UTC+1 | 18:00 UTC+1     | Buceschi 9 4× 1× | (16 – 15) Rapport | Luzumová, Malá 5 7× 2× 1× | Brest Publik: 3 098 Domare: Christiansen, Hansen (Danmark) | Brest Publik: 3 098 Domare: Christiansen, Hansen (Danmark) |
| 18:00 UTC+1 | 18:00 UTC+1     |                  |                   |                           | Brest Publik: 3 098 Domare: Christiansen, Hansen (Danmark) | Brest Publik: 3 098 Domare: Christiansen, Hansen (Danmark) |
| 18:00 UTC+1 | 18:00 UTC+1     |                  |                   |                           | Brest Publik: 3 098 Domare: Christiansen, Hansen (Danmark) | Brest Publik: 3 098 Domare: Christiansen, Hansen (Danmark) |

|             | 3 december 2018 | Tyskland       | 24 – 29           | Rumänien          | Brest Arena                                               |                                                           |
| 18:00 UTC+1 | 18:00 UTC+1     | Behnke 8 4× 1× | (11 – 14) Rapport | Buceschi 11 4× 2× | Brest Publik: 2 106 Domare: Pandžić, Mošorinski (Serbien) | Brest Publik: 2 106 Domare: Pandžić, Mošorinski (Serbien) |
| 18:00 UTC+1 | 18:00 UTC+1     |                |                   |                   | Brest Publik: 2 106 Domare: Pandžić, Mošorinski (Serbien) | Brest Publik: 2 106 Domare: Pandžić, Mošorinski (Serbien) |
| 18:00 UTC+1 | 18:00 UTC+1     |                |                   |                   | Brest Publik: 2 106 Domare: Pandžić, Mošorinski (Serbien) | Brest Publik: 2 106 Domare: Pandžić, Mošorinski (Serbien) |

|             | 3 december 2018 | Tjeckien          | 17 – 31           | Norge              | Brest Arena                                                  |                                                              |
| 21:00 UTC+1 | 21:00 UTC+1     | Marčíková 4 1× 3× | (10 – 20) Rapport | Aune, Løke 6 2× 1× | Brest Publik: 1 734 Domare: M. Bennani, S. Bennani (Sverige) | Brest Publik: 1 734 Domare: M. Bennani, S. Bennani (Sverige) |
| 21:00 UTC+1 | 21:00 UTC+1     |                   |                   |                    | Brest Publik: 1 734 Domare: M. Bennani, S. Bennani (Sverige) | Brest Publik: 1 734 Domare: M. Bennani, S. Bennani (Sverige) |
| 21:00 UTC+1 | 21:00 UTC+1     |                   |                   |                    | Brest Publik: 1 734 Domare: M. Bennani, S. Bennani (Sverige) | Brest Publik: 1 734 Domare: M. Bennani, S. Bennani (Sverige) |

|             | 5 december 2018 | Tyskland          | 30 – 28           | Tjeckien          | Brest Arena                                               |                                                           |
| 18:00 UTC+1 | 18:00 UTC+1     | Schmelzer 7 5× 2× | (16 – 16) Rapport | Luzumová 10 4× 2× | Brest Publik: 2 930 Domare: Vranes, Wenninger (Österrike) | Brest Publik: 2 930 Domare: Vranes, Wenninger (Österrike) |
| 18:00 UTC+1 | 18:00 UTC+1     |                   |                   |                   | Brest Publik: 2 930 Domare: Vranes, Wenninger (Österrike) | Brest Publik: 2 930 Domare: Vranes, Wenninger (Österrike) |
| 18:00 UTC+1 | 18:00 UTC+1     |                   |                   |                   | Brest Publik: 2 930 Domare: Vranes, Wenninger (Österrike) | Brest Publik: 2 930 Domare: Vranes, Wenninger (Österrike) |

|             | 5 december 2018 | Norge                     | 23 – 31           | Rumänien       | Brest Arena                                                |                                                            |
| 21:00 UTC+1 | 21:00 UTC+1     | Aune, Kristiansen 5 1× 3× | (12 – 18) Rapport | Neagu 11 1× 2× | Brest Publik: 2 782 Domare: Alpaidze, Berezkina (Ryssland) | Brest Publik: 2 782 Domare: Alpaidze, Berezkina (Ryssland) |
| 21:00 UTC+1 | 21:00 UTC+1     |                           |                   |                | Brest Publik: 2 782 Domare: Alpaidze, Berezkina (Ryssland) | Brest Publik: 2 782 Domare: Alpaidze, Berezkina (Ryssland) |
| 21:00 UTC+1 | 21:00 UTC+1     |                           |                   |                | Brest Publik: 2 782 Domare: Alpaidze, Berezkina (Ryssland) | Brest Publik: 2 782 Domare: Alpaidze, Berezkina (Ryssland) |

## Mellanrundan
De två bästa i varje grupp avancerar vidare till semifinal. Treorna spelar match om 5:e plats. 
| Till semifinal          |
| Till match om 5:e plats |

### Grupp I[5]
| Lag         | S | V | O | F | GM  | IM  | MS  | P |
| ----------- | - | - | - | - | --- | --- | --- | - |
| Ryssland    | 5 | 4 | 0 | 1 | 141 | 131 | +10 | 8 |
| Frankrike   | 5 | 3 | 1 | 1 | 136 | 118 | +18 | 7 |
| Sverige     | 5 | 2 | 1 | 2 | 139 | 132 | +7  | 5 |
| Danmark1    | 5 | 2 | 0 | 3 | 123 | 143 | −20 | 4 |
| Montenegro1 | 5 | 2 | 0 | 3 | 124 | 128 | −4  | 4 |
| Serbien     | 5 | 1 | 0 | 4 | 131 | 142 | −11 | 2 |

1Inbördes möte: Danmark-Montenegro 24-23. 
|             | 6 december 2018 | Danmark           | 23 – 29           | Frankrike      | Hall XXL                                                  |                                                           |
| 18:00 UTC+1 | 18:00 UTC+1     | Woller 5 7× 3× 1× | (11 – 17) Rapport | Nze Minko 6 3× | Nantes Publik: 5 296 Domare: Jurinović, Mrvica (Kroatien) | Nantes Publik: 5 296 Domare: Jurinović, Mrvica (Kroatien) |
| 18:00 UTC+1 | 18:00 UTC+1     |                   |                   |                | Nantes Publik: 5 296 Domare: Jurinović, Mrvica (Kroatien) | Nantes Publik: 5 296 Domare: Jurinović, Mrvica (Kroatien) |
| 18:00 UTC+1 | 18:00 UTC+1     |                   |                   |                | Nantes Publik: 5 296 Domare: Jurinović, Mrvica (Kroatien) | Nantes Publik: 5 296 Domare: Jurinović, Mrvica (Kroatien) |

|             | 6 december 2018 | Sverige            | 28 – 30           | Montenegro        | Hall XXL                                                        |                                                                 |
| 21:00 UTC+1 | 21:00 UTC+1     | Gulldén 6 4× 2× 1× | (14 – 18) Rapport | Radičević 9 6× 3× | Nantes Publik: 2 614 Domare: Bethmann, Tzaferopoulos (Grekland) | Nantes Publik: 2 614 Domare: Bethmann, Tzaferopoulos (Grekland) |
| 21:00 UTC+1 | 21:00 UTC+1     |                    |                   |                   | Nantes Publik: 2 614 Domare: Bethmann, Tzaferopoulos (Grekland) | Nantes Publik: 2 614 Domare: Bethmann, Tzaferopoulos (Grekland) |
| 21:00 UTC+1 | 21:00 UTC+1     |                    |                   |                   | Nantes Publik: 2 614 Domare: Bethmann, Tzaferopoulos (Grekland) | Nantes Publik: 2 614 Domare: Bethmann, Tzaferopoulos (Grekland) |

|             | 9 december 2018 | Sverige         | 21 – 21           | Frankrike      | Hall XXL                                              |                                                       |
| 15:00 UTC+1 | 15:00 UTC+1     | Gulldén 6 1× 2× | (14 – 11) Rapport | Lacrabère 5 3× | Nantes Publik: 7 241 Domare: Horváth, Márton (Ungern) | Nantes Publik: 7 241 Domare: Horváth, Márton (Ungern) |
| 15:00 UTC+1 | 15:00 UTC+1     |                 |                   |                | Nantes Publik: 7 241 Domare: Horváth, Márton (Ungern) | Nantes Publik: 7 241 Domare: Horváth, Márton (Ungern) |
| 15:00 UTC+1 | 15:00 UTC+1     |                 |                   |                | Nantes Publik: 7 241 Domare: Horváth, Márton (Ungern) | Nantes Publik: 7 241 Domare: Horváth, Márton (Ungern) |

|             | 9 december 2018 | Serbien           | 25 – 29           | Ryssland           | Hall XXL                                             |                                                      |
| 18:00 UTC+1 | 18:00 UTC+1     | Krpež Slezak 7 2× | (13 – 16) Rapport | Dmitrijeva 7 5× 2× | Nantes Publik: 6 420 Domare: García, Marín (Spanien) | Nantes Publik: 6 420 Domare: García, Marín (Spanien) |
| 18:00 UTC+1 | 18:00 UTC+1     |                   |                   |                    | Nantes Publik: 6 420 Domare: García, Marín (Spanien) | Nantes Publik: 6 420 Domare: García, Marín (Spanien) |
| 18:00 UTC+1 | 18:00 UTC+1     |                   |                   |                    | Nantes Publik: 6 420 Domare: García, Marín (Spanien) | Nantes Publik: 6 420 Domare: García, Marín (Spanien) |

|             | 10 december 2018 | Danmark          | 21 – 32          | Ryssland              | Hall XXL                                                        |                                                                 |
| 18:00 UTC+1 | 18:00 UTC+1      | Heindahl 5 6× 3× | (9 – 14) Rapport | Vjachireva 9 7× 3× 1× | Nantes Publik: 2 812 Domare: Bethmann, Tzaferopoulos (Grekland) | Nantes Publik: 2 812 Domare: Bethmann, Tzaferopoulos (Grekland) |
| 18:00 UTC+1 | 18:00 UTC+1      |                  |                  |                       | Nantes Publik: 2 812 Domare: Bethmann, Tzaferopoulos (Grekland) | Nantes Publik: 2 812 Domare: Bethmann, Tzaferopoulos (Grekland) |
| 18:00 UTC+1 | 18:00 UTC+1      |                  |                  |                       | Nantes Publik: 2 812 Domare: Bethmann, Tzaferopoulos (Grekland) | Nantes Publik: 2 812 Domare: Bethmann, Tzaferopoulos (Grekland) |

|             | 10 december 2018 | Serbien            | 27 – 28           | Montenegro       | Hall XXL                                                |                                                         |
| 21:00 UTC+1 | 21:00 UTC+1      | Krpež Slezak 12 2× | (15 – 12) Rapport | tre spelare 6 3× | Nantes Publik: 2 307 Domare: Năstase, Stancu (Rumänien) | Nantes Publik: 2 307 Domare: Năstase, Stancu (Rumänien) |
| 21:00 UTC+1 | 21:00 UTC+1      |                    |                   |                  | Nantes Publik: 2 307 Domare: Năstase, Stancu (Rumänien) | Nantes Publik: 2 307 Domare: Năstase, Stancu (Rumänien) |
| 21:00 UTC+1 | 21:00 UTC+1      |                    |                   |                  | Nantes Publik: 2 307 Domare: Năstase, Stancu (Rumänien) | Nantes Publik: 2 307 Domare: Năstase, Stancu (Rumänien) |

|             | 12 december 2018 | Danmark        | 24 – 23           | Montenegro     | Hall XXL                                                      |                                                               |
| 15:45 UTC+1 | 15:45 UTC+1      | Hansen 6 5× 3× | (15 – 11) Rapport | Radičević 7 3× | Nantes Publik: 3 811 Domare: Covalciuc, Covalciuc (Moldavien) | Nantes Publik: 3 811 Domare: Covalciuc, Covalciuc (Moldavien) |
| 15:45 UTC+1 | 15:45 UTC+1      |                |                   |                | Nantes Publik: 3 811 Domare: Covalciuc, Covalciuc (Moldavien) | Nantes Publik: 3 811 Domare: Covalciuc, Covalciuc (Moldavien) |
| 15:45 UTC+1 | 15:45 UTC+1      |                |                   |                | Nantes Publik: 3 811 Domare: Covalciuc, Covalciuc (Moldavien) | Nantes Publik: 3 811 Domare: Covalciuc, Covalciuc (Moldavien) |

|             | 12 december 2018 | Sverige         | 39 – 30           | Ryssland       | Hall XXL                                              |                                                       |
| 18:00 UTC+1 | 18:00 UTC+1      | Hagman 17 2× 1× | (18 – 17) Rapport | Samochina 6 3× | Nantes Publik: 3 848 Domare: Horváth, Márton (Ungern) | Nantes Publik: 3 848 Domare: Horváth, Márton (Ungern) |
| 18:00 UTC+1 | 18:00 UTC+1      |                 |                   |                | Nantes Publik: 3 848 Domare: Horváth, Márton (Ungern) | Nantes Publik: 3 848 Domare: Horváth, Márton (Ungern) |
| 18:00 UTC+1 | 18:00 UTC+1      |                 |                   |                | Nantes Publik: 3 848 Domare: Horváth, Márton (Ungern) | Nantes Publik: 3 848 Domare: Horváth, Márton (Ungern) |

|             | 12 december 2018 | Serbien             | 28 – 38           | Frankrike         | Hall XXL                                             |                                                      |
| 21:00 UTC+1 | 21:00 UTC+1      | tre spelare 5 2× 1× | (14 – 18) Rapport | Nze Minko 9 2× 1× | Nantes Publik: 7 046 Domare: García, Marín (Spanien) | Nantes Publik: 7 046 Domare: García, Marín (Spanien) |
| 21:00 UTC+1 | 21:00 UTC+1      |                     |                   |                   | Nantes Publik: 7 046 Domare: García, Marín (Spanien) | Nantes Publik: 7 046 Domare: García, Marín (Spanien) |
| 21:00 UTC+1 | 21:00 UTC+1      |                     |                   |                   | Nantes Publik: 7 046 Domare: García, Marín (Spanien) | Nantes Publik: 7 046 Domare: García, Marín (Spanien) |

### Grupp II[6]
| Lag           | S | V | O | F | GM  | IM  | MS  | P |
| ------------- | - | - | - | - | --- | --- | --- | - |
| Nederländerna | 5 | 4 | 0 | 1 | 128 | 126 | +2  | 8 |
| Rumänien1     | 5 | 3 | 0 | 2 | 140 | 132 | +8  | 6 |
| Norge1        | 5 | 3 | 0 | 2 | 155 | 131 | +24 | 6 |
| Ungern1       | 5 | 3 | 0 | 2 | 139 | 146 | −7  | 6 |
| Tyskland      | 5 | 2 | 0 | 3 | 132 | 137 | −5  | 4 |
| Spanien       | 5 | 0 | 0 | 5 | 127 | 149 | −22 | 0 |

1Inbördes möten: 1) Rumänien, 2 P, +6 MS, 2) Norge, 2 P, +5 MS, 3) Ungern, 2 P, -11 MS.
|             | 7 december 2018 | Spanien        | 23 – 29          | Tyskland            | Palais des Sports Jean Weille                              |                                                            |
| 18:00 UTC+1 | 18:00 UTC+1     | Martín 7 4× 1× | (9 – 17) Rapport | tre spelare 4 3× 2× | Nancy Publik: 2 217 Domare: Alpaidze, Berezkina (Ryssland) | Nancy Publik: 2 217 Domare: Alpaidze, Berezkina (Ryssland) |
| 18:00 UTC+1 | 18:00 UTC+1     |                |                  |                     | Nancy Publik: 2 217 Domare: Alpaidze, Berezkina (Ryssland) | Nancy Publik: 2 217 Domare: Alpaidze, Berezkina (Ryssland) |
| 18:00 UTC+1 | 18:00 UTC+1     |                |                  |                     | Nancy Publik: 2 217 Domare: Alpaidze, Berezkina (Ryssland) | Nancy Publik: 2 217 Domare: Alpaidze, Berezkina (Ryssland) |

|             | 7 december 2018 | Ungern       | 25 – 38           | Norge        | Palais des Sports Jean Weille                              |                                                            |
| 21:00 UTC+1 | 21:00 UTC+1     | Tóth 6 4× 1× | (12 – 19) Rapport | Løke 7 5× 1× | Nancy Publik: 2 180 Domare: Christiansen, Hansen (Danmark) | Nancy Publik: 2 180 Domare: Christiansen, Hansen (Danmark) |
| 21:00 UTC+1 | 21:00 UTC+1     |              |                   |              | Nancy Publik: 2 180 Domare: Christiansen, Hansen (Danmark) | Nancy Publik: 2 180 Domare: Christiansen, Hansen (Danmark) |
| 21:00 UTC+1 | 21:00 UTC+1     |              |                   |              | Nancy Publik: 2 180 Domare: Christiansen, Hansen (Danmark) | Nancy Publik: 2 180 Domare: Christiansen, Hansen (Danmark) |

|             | 9 december 2018 | Ungern      | 26 – 25           | Tyskland       | Palais des Sports Jean Weille                             |                                                           |
| 15:00 UTC+1 | 15:00 UTC+1     | Lukács 7 2× | (12 – 10) Rapport | Stolle 9 1× 2× | Nancy Publik: 2 926 Domare: Mošorinski, Pandžić (Serbien) | Nancy Publik: 2 926 Domare: Mošorinski, Pandžić (Serbien) |
| 15:00 UTC+1 | 15:00 UTC+1     |             |                   |                | Nancy Publik: 2 926 Domare: Mošorinski, Pandžić (Serbien) | Nancy Publik: 2 926 Domare: Mošorinski, Pandžić (Serbien) |
| 15:00 UTC+1 | 15:00 UTC+1     |             |                   |                | Nancy Publik: 2 926 Domare: Mošorinski, Pandžić (Serbien) | Nancy Publik: 2 926 Domare: Mošorinski, Pandžić (Serbien) |

|             | 9 december 2018 | Nederländerna         | 29 – 24           | Rumänien         | Palais des Sports Jean Weille                                          |                                                                        |
| 18:00 UTC+1 | 18:00 UTC+1     | Abbingh, Bont 6 2× 1× | (11 – 10) Rapport | Buceschi 8 2× 3× | Nancy Publik: 3 016 Domare: C. Bonaventura, J. Bonaventura (Frankrike) | Nancy Publik: 3 016 Domare: C. Bonaventura, J. Bonaventura (Frankrike) |
| 18:00 UTC+1 | 18:00 UTC+1     |                       |                   |                  | Nancy Publik: 3 016 Domare: C. Bonaventura, J. Bonaventura (Frankrike) | Nancy Publik: 3 016 Domare: C. Bonaventura, J. Bonaventura (Frankrike) |
| 18:00 UTC+1 | 18:00 UTC+1     |                       |                   |                  | Nancy Publik: 3 016 Domare: C. Bonaventura, J. Bonaventura (Frankrike) | Nancy Publik: 3 016 Domare: C. Bonaventura, J. Bonaventura (Frankrike) |

|             | 11 december 2018 | Spanien          | 25 – 27           | Rumänien      | Palais des Sports Jean Weille                             |                                                           |
| 18:00 UTC+1 | 18:00 UTC+1      | González 6 3× 1× | (12 – 10) Rapport | Neagu 7 3× 1× | Nancy Publik: 2 359 Domare: Vranes, Wenninger (Österrike) | Nancy Publik: 2 359 Domare: Vranes, Wenninger (Österrike) |
| 18:00 UTC+1 | 18:00 UTC+1      |                  |                   |               | Nancy Publik: 2 359 Domare: Vranes, Wenninger (Österrike) | Nancy Publik: 2 359 Domare: Vranes, Wenninger (Österrike) |
| 18:00 UTC+1 | 18:00 UTC+1      |                  |                   |               | Nancy Publik: 2 359 Domare: Vranes, Wenninger (Österrike) | Nancy Publik: 2 359 Domare: Vranes, Wenninger (Österrike) |

|             | 11 december 2018 | Nederländerna | 16 – 29          | Norge            | Palais des Sports Jean Weille                             |                                                           |
| 21:00 UTC+1 | 21:00 UTC+1      | Polman 4 1×   | (7 – 15) Rapport | Jacobsen 5 3× 1× | Nancy Publik: 1 803 Domare: Mošorinski, Pandžić (Serbien) | Nancy Publik: 1 803 Domare: Mošorinski, Pandžić (Serbien) |
| 21:00 UTC+1 | 21:00 UTC+1      |               |                  |                  | Nancy Publik: 1 803 Domare: Mošorinski, Pandžić (Serbien) | Nancy Publik: 1 803 Domare: Mošorinski, Pandžić (Serbien) |
| 21:00 UTC+1 | 21:00 UTC+1      |               |                  |                  | Nancy Publik: 1 803 Domare: Mošorinski, Pandžić (Serbien) | Nancy Publik: 1 803 Domare: Mošorinski, Pandžić (Serbien) |

|             | 12 december 2018 | Spanien       | 26 – 33           | Norge        | Palais des Sports Jean Weille                                          |                                                                        |
| 15:45 UTC+1 | 15:45 UTC+1      | López 5 5× 1× | (17 – 18) Rapport | Oftedal 8 1× | Nancy Publik: 1 791 Domare: C. Bonaventura, J. Bonaventura (Frankrike) | Nancy Publik: 1 791 Domare: C. Bonaventura, J. Bonaventura (Frankrike) |
| 15:45 UTC+1 | 15:45 UTC+1      |               |                   |              | Nancy Publik: 1 791 Domare: C. Bonaventura, J. Bonaventura (Frankrike) | Nancy Publik: 1 791 Domare: C. Bonaventura, J. Bonaventura (Frankrike) |
| 15:45 UTC+1 | 15:45 UTC+1      |               |                   |              | Nancy Publik: 1 791 Domare: C. Bonaventura, J. Bonaventura (Frankrike) | Nancy Publik: 1 791 Domare: C. Bonaventura, J. Bonaventura (Frankrike) |

|             | 12 december 2018 | Ungern                 | 31 – 29           | Rumänien      | Palais des Sports Jean Weille                          |                                                        |
| 18:00 UTC+1 | 18:00 UTC+1      | Háfra, Schatzl 6 4× 2× | (17 – 17) Rapport | Neagu 9 2× 1× | Nancy Publik: 1 844 Domare: Bennani, Bennani (Sverige) | Nancy Publik: 1 844 Domare: Bennani, Bennani (Sverige) |
| 18:00 UTC+1 | 18:00 UTC+1      |                        |                   |               | Nancy Publik: 1 844 Domare: Bennani, Bennani (Sverige) | Nancy Publik: 1 844 Domare: Bennani, Bennani (Sverige) |
| 18:00 UTC+1 | 18:00 UTC+1      |                        |                   |               | Nancy Publik: 1 844 Domare: Bennani, Bennani (Sverige) | Nancy Publik: 1 844 Domare: Bennani, Bennani (Sverige) |

|             | 12 december 2018 | Nederländerna       | 27 – 21           | Tyskland     | Palais des Sports Jean Weille                              |                                                            |
| 21:00 UTC+1 | 21:00 UTC+1      | Dulfer, Polman 6 1× | (13 – 11) Rapport | Geschke 5 1× | Nancy Publik: 2 104 Domare: Alpaidze, Berezkina (Ryssland) | Nancy Publik: 2 104 Domare: Alpaidze, Berezkina (Ryssland) |
| 21:00 UTC+1 | 21:00 UTC+1      |                     |                   |              | Nancy Publik: 2 104 Domare: Alpaidze, Berezkina (Ryssland) | Nancy Publik: 2 104 Domare: Alpaidze, Berezkina (Ryssland) |
| 21:00 UTC+1 | 21:00 UTC+1      |                     |                   |              | Nancy Publik: 2 104 Domare: Alpaidze, Berezkina (Ryssland) | Nancy Publik: 2 104 Domare: Alpaidze, Berezkina (Ryssland) |

## Slutspel[7]
|  | Semifinaler   | Semifinaler |    |             | Final         | Final |  |
|  |               |             |    |             |               |       |  |
|  | 14 december   |             |    |             |               |       |  |
|  | Ryssland      | 28          |    |             |               |       |  |
|  | Rumänien      | 22          |    |             |               |       |  |
|  |               |             |    |             |               |       |  |
|  |               |             |    |             | 16 december   |       |  |
|  |               |             |    |             | Ryssland      | 21    |  |
|  |               | Frankrike   | 24 |             |               |       |  |
|  |               |             |    |             |               |       |  |
|  |               |             |    |             |               |       |  |
|  |               |             |    |             | Bronsmatch    |       |  |
|  | 14 december   | 14 december |    | 16 december | 16 december   |       |  |
|  | Nederländerna | 21          |    | Rumänien    | 20            |       |  |
|  | Frankrike     | 27          |    |             | Nederländerna | 24    |  |

### Match om 5:e plats
|             | 14 december 2018 | Sverige         | 29 – 38           | Norge               | AccorHotels Arena                                      |                                                        |
| 14:00 UTC+1 | 14:00 UTC+1      | Lagerquist 7 2× | (14 – 22) Rapport | Kristiansen 6 1× 2× | Paris Publik: 8 639 Domare: Năstase, Stancu (Rumänien) | Paris Publik: 8 639 Domare: Năstase, Stancu (Rumänien) |
| 14:00 UTC+1 | 14:00 UTC+1      |                 |                   |                     | Paris Publik: 8 639 Domare: Năstase, Stancu (Rumänien) | Paris Publik: 8 639 Domare: Năstase, Stancu (Rumänien) |
| 14:00 UTC+1 | 14:00 UTC+1      |                 |                   |                     | Paris Publik: 8 639 Domare: Năstase, Stancu (Rumänien) | Paris Publik: 8 639 Domare: Năstase, Stancu (Rumänien) |

### Semifinaler
|             | 14 december 2018 | Ryssland         | 28 – 22           | Rumänien               | AccorHotels Arena                                    |                                                      |
| 17:30 UTC+1 | 17:30 UTC+1      | Vjachireva 13 2× | (16 – 15) Rapport | Dragut, Pintea 4 7× 2× | Paris Publik: 8 122 Domare: Horváth, Márton (Ungern) | Paris Publik: 8 122 Domare: Horváth, Márton (Ungern) |
| 17:30 UTC+1 | 17:30 UTC+1      |                  |                   |                        | Paris Publik: 8 122 Domare: Horváth, Márton (Ungern) | Paris Publik: 8 122 Domare: Horváth, Márton (Ungern) |
| 17:30 UTC+1 | 17:30 UTC+1      |                  |                   |                        | Paris Publik: 8 122 Domare: Horváth, Márton (Ungern) | Paris Publik: 8 122 Domare: Horváth, Márton (Ungern) |

|             | 14 december 2018 | Nederländerna | 21 – 27           | Frankrike         | AccorHotels Arena                                    |                                                      |
| 21:00 UTC+1 | 21:00 UTC+1      | Abbingh 7 2×  | (11 – 12) Rapport | Nze Minko 6 3× 2× | Paris Publik: 12 463 Domare: García, Marín (Spanien) | Paris Publik: 12 463 Domare: García, Marín (Spanien) |
| 21:00 UTC+1 | 21:00 UTC+1      |               |                   |                   | Paris Publik: 12 463 Domare: García, Marín (Spanien) | Paris Publik: 12 463 Domare: García, Marín (Spanien) |
| 21:00 UTC+1 | 21:00 UTC+1      |               |                   |                   | Paris Publik: 12 463 Domare: García, Marín (Spanien) | Paris Publik: 12 463 Domare: García, Marín (Spanien) |

### Bronsmatch
|             | 16 december 2018 | Rumänien              | 20 – 24          | Nederländerna | AccorHotels Arena                                          |                                                            |
| 14:00 UTC+1 | 14:00 UTC+1      | Ardean-Elisei 6 2× 1× | (8 – 15) Rapport | Polman 7 1×   | Paris Publik: 13 145 Domare: Vranes, Wenninger (Österrike) | Paris Publik: 13 145 Domare: Vranes, Wenninger (Österrike) |
| 14:00 UTC+1 | 14:00 UTC+1      |                       |                  |               | Paris Publik: 13 145 Domare: Vranes, Wenninger (Österrike) | Paris Publik: 13 145 Domare: Vranes, Wenninger (Österrike) |
| 14:00 UTC+1 | 14:00 UTC+1      |                       |                  |               | Paris Publik: 13 145 Domare: Vranes, Wenninger (Österrike) | Paris Publik: 13 145 Domare: Vranes, Wenninger (Österrike) |

### Final
|             | 16 december 2018 | Ryssland           | 21 – 24           | Frankrike         | AccorHotels Arena                                           |                                                             |
| 17:30 UTC+1 | 17:30 UTC+1      | Vjachireva 7 3× 1× | (12 – 13) Rapport | Lacrabère 6 2× 1× | Paris Publik: 14 000 Domare: Christiansen, Hansen (Danmark) | Paris Publik: 14 000 Domare: Christiansen, Hansen (Danmark) |
| 17:30 UTC+1 | 17:30 UTC+1      |                    |                   |                   | Paris Publik: 14 000 Domare: Christiansen, Hansen (Danmark) | Paris Publik: 14 000 Domare: Christiansen, Hansen (Danmark) |
| 17:30 UTC+1 | 17:30 UTC+1      |                    |                   |                   | Paris Publik: 14 000 Domare: Christiansen, Hansen (Danmark) | Paris Publik: 14 000 Domare: Christiansen, Hansen (Danmark) |